# Каруана, Джордж Джозеф
Джордж Джозеф Каруана (англ. George Joseph Caruana, исп. George Joseph Caruana; 23 апреля 1882, Слима, Королевская колония Мальта, Британская империя — 25 марта 1951, Мерион, штат Пенсильвания, США) —  американский прелат и ватиканский дипломат. 49-й Епископ Пуэрто-Рико и 1-й епископ Сан-Хуана-де-Пуэрто-Рико, 35-й титулярный архиепископ Себастии.

## Биография
Джордж Джозеф Каруана родился 23 апреля 1882 года в Слиме, в британской колонии Мальта. Обучался в колледже святого Игнатия в Биркиркаре. Продолжил образование в Капраника-колледже и Папском Григорианском университете в Риме. На Мальте 28 октября 1905 года был рукоположен в сан священника архиепископом Пьетро Пейсом.
В 1907 году был назначен секретарём Амброуза Агиуса, О.С.Б. — апостольского делегата на Филиппинах, и в октябре 1907 года присутствовал на первом провинциальном синоде в Маниле. После нескольких месяцев служения в апостольской делегатуре, посвятил себя миссионерской работе и трудился среди местных полудиких языческих племён. Через три года покинул Филиппины и переехал в США, где поселился в Бруклине. Он был назначен приходским священником в одном из местных приходов. 
Во время Первой мировой войны стал капеллан в армии США и до 1919 года служил в зоне Панамского канала, затем на Пуэрто-Рико. После войны стал секретарём Дэнниса Джозефа Доэрти, архиепископа Филадельфии, который в 1921 году получил сан кардинала.
В том же 1921 году, Джордж Джозеф Капуана был назначен епископом Пуэрто-Рико. Позднее его кафедра была переименована в епархию Сан-Хуана-де-Пуэрто-Рико. 28 октября 1921 года состоялась его хиротония, которую совершил кардинал Антонио Вико.
В 1925 году он был назначен апостольским делегатом в Мексики и апостольским делегатом на Антильских островах, после чего стал титулярным архиепископом Себастии. В 1927 году был назначен апостольским интернунцием в Гаити. Спустя три года, покинул этот пост. В 1935 году римский папа Пий XI назначил его апостольским нунцием на Кубе. Он занимал этот пост до 26 апреля 1947 года. 
Умер на Пасху 25 марта 1951 года в городе Мерион, штат Пенсильвания и был похоронен в кладбищенской часовне монастыря Маколи в том же городе.